# Президентские выборы в Южной Корее (1980)

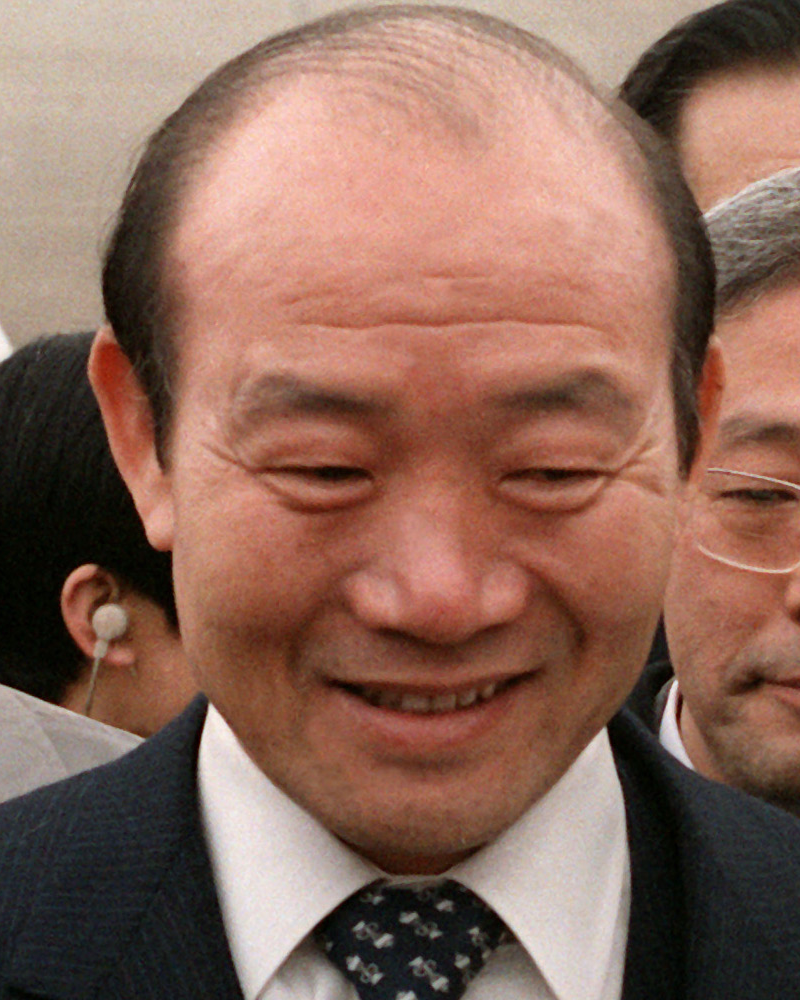
Чон Ду Хван

Президентские выборы в Южной Корее 1980 года состоялись в обстановке, когда фактически власть в стране принадлежала главе Комитета по чрезвычайным мерам охраны государства (Кукка пови писан тэчх-эк вивонхве) Чон Ду Хвану. 16 августа 1980 года формально занимавший должность президента Чхве Гю Ха ушёл в отставку, и на 27 августа были назначены президентские выборы, которые проводились по схеме, предусмотренной Конституцией Юсин — непрямые выборы коллегией выборщиков. 22 августа Чон Ду Хван сначала повысил себя в звании до четырёхзвёздного генерала, а потом ушел из армии, чтобы занять пост президента. Он был единственным кандидатом в президенты, за него было подано 2524 голоса, 1 бюллетень признан недействительным и 15 членов коллегии выборщиков отсутствовали. 1 сентября 1980 года Чон Ду Хван вступил в должность президента.

## Результаты выборов
| Место            |                  | Кандидаты        | Партия           | Число поданых голосов | %       |
| ---------------- | ---------------- | ---------------- | ---------------- | --------------------- | ------- |
| 1                | 1                | Чон Ду Хван      | независимый      | 2524                  | 99,96 % |
| Недействительных | Недействительных | Недействительных | Недействительных | 1                     | 0,04 %  |
| Выборщики        | Выборщики        | Выборщики        | Выборщики        | 2540                  |         |
| Total votes      | Total votes      | Total votes      | Total votes      | 2525                  | 100 %   |